# Basil Bernstein
Basil Bernstein, född 1 november 1924 i London, död 24 september 2000, var en brittisk utbildningssociolog som arbetade under lång tid som professor i pedagogisk sociologi i London. Bernstein hade en samhällskritisk inställning och från 1950-talet genomförde han forskning runt regelverk som påverkar interaktioner mellan människor och runt språkbruket i olika samhällsklasser.

## Verk
Enligt Bernstein var pedagogiken i den "gamla medelklassen" synlig och strukturerad med detaljerade kursplaner och tydliga gränser mellan olika skolämnen. Detta revirtänk som han kallar kollektionskoden var även något som genomsyrade det övriga samhället beträffande olika arbetsområden, åldrar och sysslor. Det som kallas den "nya medelklassen" levde istället efter integrationskoden, enligt vilken gränserna mellan olika samhällsklasser; gränserna mellan skola och arbetsliv/samhälle suddas ut. I denna öppna skola är läroplanen inte så detaljerad och lärarna arbetar utanför sitt eget expertområde och tillsammans för att hjälpa och stödja eleverna i ett problembaserat lärande. Barnen ses som självständiga personer med eget ansvar för sina studier, vilket blir svårt om man från sin hemmiljö är van vid tydligare regler. Kollektionskoden och integrationskoden kan jämföras med Émile Durkheims uttryck organisk- och mekanisk solidaritet, där mekanisk solidaritet syftar på samhörighetskänslan inom exempelvis ett skrå. Organisk solidaritet bygger på mångfald och att var och en samverkar genom att göra sin del av arbetet.
Forskningen runt talkoder i olika samhällsklasser visade bland annat på skillnaderna mellan tjänstemäns och arbetares språk. En tjänsteman tvingas tidigt använda sitt språk för att förklara hur ett arbete ska fortgå. Detta leder till ett mer utvecklat språk vilket i sin tur leder till ökad självständighet. Idag är dock kraven på självständighet och utvecklat språk större på alla samhällsgrupper till följd av IT-utvecklingen.
Integrationskoden och språkutvecklingen har idag slagit igenom i form av ökad jämställdhet både mellan könen och mellan olika samhällsgrupper. Vi har nu helt andra krav på våra arbetsplatsers möjligheter till personlighetsutveckling och arbetsmiljö än tidigare och man talar ofta om ett livslångt lärande. Enligt Henry Egidius (se under referenser) är Bernstein en av våra stora tänkare inom det här området.